# Сидоров Василь Павлович
Василь Павлович Сидоров (9 березня 1913, село Рогозець, Тимський повіт, Курська губернія (зараз це село Рогозці, Бистрецька сільрада, Тимський район, Курська область) — невідомо) — радянський футболіст, нападник.

## Спортивна кар'єра
У другій половині 30-х років виступав за команди «Динамо» (П'ятигорськ), «Стахановець» (Сталіно) і «Динамо» (Харків). У групі «А» дебютував 12 травня 1938 року у грі проти команди «Сталінець» (Ленінград). Через місяць відзначився забитим голом у ворота московського клубу «Крила Рад». За три сезона в команді з Донбасу провів в елітному дивізіоні 48 матчів (11 голів), у другій групі — 9 матчів (2 голи).
У незавершенній першості 1941 року захищав кольори ленінградського «Зеніта» (6 ігор). Разом з цим клубом був в евакуації в Казані і Москві. В другій групі першості 1946 року виступав за «Спартак» (Ленінград). Подальша доля невідома.

## Статистика
Статистика голів у групі «А»:
| №  | Дата       | Команда                 | Рахунок | Гол        | Воротар    | Примітки |
| -- | ---------- | ----------------------- | ------- | ---------- | ---------- | -------- |
| 1  | 19.05.1938 | «Буревісник» (Москва)   | 3-2     | 86' (пен.) | Москвін    | [ 4 ]    |
| 2  | 23.05.1938 | «Трактор» (Сталінград)  | 2-2     | 61' (пен.) | Усов       | [ 5 ]    |
| 3  | 11.06.1938 | «Крила Рад» (Москва)    | 1-2     | 51'        | Назаретов  | [ 6 ]    |
| 4  | 24.06.1938 | «Металург» (Москва)     | 1-3     | 28'        | Гучков     | [ 7 ]    |
| 5  | 12.07.1938 | «Електрик» (Ленінград)  | 3-2     | 88' (пен.) | Набутов    | [ 8 ]    |
| 6  | 22.07.1938 | «Локомотив» (Київ)      | 6-2     | 26'        | Поталов    | [ 9 ]    |
| 7  | 20.08.1938 | «Сталінець» (Москва)    | 2-0     | 65' (пен.) | Єфимов     | [ 10 ]   |
| 8  | 15.09.1938 | «Харчовик» (Москва)     | 5-2     | 10'        | Никаноров  | [ 11 ]   |
| 9  | 12.05.1939 | «Торпедо» (Москва)      | 3-3     | 12'        | Виноградов | [ 12 ]   |
| 10 | 20.06.1939 | «Металург» (Москва)     | 2-3     | 35'        | ?          | [ 13 ]   |
| 11 | 18.07.1939 | «Сталінець» (Ленінград) | 1-1     | 24'        | Іванов     | [ 14 ]   |